# إيرينا كوروليفا
إيرينا فلاديميروفنا كوروليفا (الروسية: Ирина Владимировна Королева (Зарязко)، من مواليد 4 أكتوبر 1991) هي لاعبة كرة طائرة روسية تلعب دور مانع وسط. ولاعبة في المنتخب الوطني للسيدات شاركت في الألعاب الجامعية (في قازان 2013، وغوانغجو 2015) وبطولة مونترو للكرة الطائرة (في 2013، 2014، 2015)، وبطولة أوروبا للكرة الطائرة للسيدات (في 2013، 2015) جائزة الاتحاد الدولي للكرة الطائرة الكبرى العالمية (في أعوام 2013 و2014 و2015 و2016) وبطولة العالم للسيدات للكرة الطائرة لعام 2014 في إيطاليا، ودورة الألعاب الأوروبية لعام 2015 في باكو، ودورة الألعاب الأولمبية الصيفية 2016 في ريو دي جانيرو، البرازيل.